# جونيور ألبرتوس
جونيور ألبرتوس (بالهولندية: Junior Albertus)‏ هو لاعب كرة قدم هولندي في مركز الهجوم، ولد في 25 ديسمبر 1996 في ويلمستاد في كوراساو. لعب مع نادي إيمن.

## وصلات خارجية
- جونيور ألبرتوس على موقع قاعدة بيانات كرة القدم.إي يو (الإنجليزية)
- جونيور ألبرتوس على موقع Soccerway.com (الإنجليزية)
- جونيور ألبرتوس على موقع عالم كرة القدم.نت (الإنجليزية)